# Стефанов, Александр Иванович
Александр Иванович Стефанов (14 сентября 1981, Болхов, Орловская область — 31 мая 2022, Луганская область, Украина) — российский офицер Воздушно-десантных войск Российской Федерации, гвардии подполковник, командир 1-го парашютно-десантного батальона 104-го гвардейского десантно-штурмового полка 76-й гвардейской десантно-штурмовой дивизии Воздушно-десантных войск. Герой Российской Федерации (2022, посмертно).

## Биография
Родился 14 сентября 1981 года в городе Болхов Орловской области, в рабочей семье. В школьные годы активно занимался спортом, посещал секцию биатлона. После окончания школы № 1 имени Карла Маркса в 1998 году, поступил в Мценский агролицей и до 2000 года обучался профессии бухгалтера и экономиста. Мечтал стать военным, занимался в мценском клубе «Десантник», где совершил 14 прыжков с парашютом.
С 2000 года находился в Вооружённых силах Российской Федерации, поступил в Рязанское высшее воздушно-десантное командное училище. После завершения обучения в училище в 2005 году был направлен по распределению в Ленинградский военный округ. Проходил службу в 76-й гвардейской десантно-штурмовой Черниговской Краснознамённой ордена Суворова дивизии. Прошёл путь от командира парашютно-десантного взвода до командира парашютно-десантного батальона 104-го гвардейского десантно-штурмового Краснознамённого ордена Кутузова полка. В период службы направлялся в командировки, выполняя специальные задания в Киргизии, Крыму, а также в Сирии.
С 24 февраля 2022 года принимал участие в российском вторжении на территорию Украины. Во время артиллерийского обстрела 31 мая получил осколочное ранение в ногу и был эвакуирован в госпиталь. По пути в тыл боевая машина пехоты попала на тщательно замаскированное минное поле. Подорвавшись на мине, БМП остановилась, и её поразил расчёт противотанковой управляемой ракеты противника. В ходе боестолкновения получил смертельное ранение.
Похоронен 23 июня 2022 года в городе Болхов Орловской области на Всехсвятском кладбище.
Указом Президента Российской Федерации (закрытым) от 14 сентября 2022 года «за мужество и героизм, проявленные при исполнении воинского долга», гвардии подполковнику Стефанову Александру Ивановичу было присвоено звание «Герой Российской Федерации» (посмертно). 30 сентября 2022 года награда была передана семье в Правительстве Псковской области.
Был женат, воспитывал двух дочерей и сына.

## Память
- Имя Стефанова присвоено улице в городе Болхов Орловской области.
- Открыта мемориальная доска в Гимназии г. Болхова